# Burcht Nideggen
De ruïne van burcht Nideggen is een hoogteburcht in de stad Nideggen in het Duitse Kreis Düren in de deelstaat Noordrijn-Westfalen. De burcht is in het bezit van Kreis Düren. De rechthoekige hoogteburcht was de zetel van de machtige graven en hertogen van Gulik en had in de middeleeuwen de reputatie onneembaar te zijn. De burcht ligt boven op een hoge rots. Van verschillende kanten kijkt men uit op de omliggende dalen.

## Geschiedenis
De burcht Nideggen werd door de graven van Gulik gebouwd in het strategisch belangrijke grensgebied met de voormalige heerlijkheid Monschau. De burcht moest het geërfd gebied van de graven van Gulik veilig stellen tegen de belangen van de aartsbisschop van Keulen.
De eerste steen van de burcht werd in 1177 gelegd door Willem II met de bouw van de bergfried die in het zicht van de rijksburcht Berenstein werd gebouwd. Deze burcht lag ongeveer drie kilometer oostelijk en werd in 1090 gebouwd. Na diens bijna volledige verwoesting in 1200 diende het als bron van stenen voor de uitbreiding van de burchttoren van Nideggen. De gele blokken van Berenstein verschillen duidelijk van het rood gekleurde zandsteen van de onderste helft van de toren, die afkomstig was uit een steengroeve in Nideggen.
De bouw werd door Willem III voortgezet. Ook diens opvolger was net zoals zijn voorouders in strijd verwikkeld met keurvorstendom Keulen. Na de succesvolle slag bij Lechenich in 1242 liet Willem IV de toenmalige aartsbisschop Koenraad van Hochstaden negen maanden in de kerker van de burchttoren opsluiten. Na de door hem in oktober 1267 gewonnen slag bij Zülpich hield graaf Willem IV van Gulik de aartsbisschop van Keulen Engelbert II van Valkenburg drie jaar vast in het kasteel van Nideggen. Op vaste tijden werd de kooi, met daarin de gevangen Engelbert buiten gezet, opdat de mensen hem konden bekijken en bespotten. Toen de paus tegen deze voor een prelaat onwaardige behandeling protesteerde,  antwoordde Willem van Gulik: "dat hij geen prelaat gevangen meende te houden, maar een roofvogel, die hij op eigen gebied had gevangen".
Onder Gerard van Gulik werd in de nabijheid van de burgbebouwing planmatig de nederzetting "Nydeckin" gesticht, die hij in 1313 stadsrecht gaf.
In 1340 vindt er een uitbreiding plaats door graaf Willem V, die dit werk als hertog Willem I voortzette. Hij liet een de grootste zaalgebouwen in het Rijnland bouwen. Vergelijkbare gebouwen in de omgeving waren in de late middeleeuwen alleen de keizerszaal in het stadhuis van Aken en het gebouw Gürzenich in Keulen. Willem I maakte de burcht van Nideggen in 1356 tot het hoofdkwartier van zijn macht.
Na de dood van Reinoud van Gulik kwam het kasteel in handen van de familie van Berg, waarvan de leiders nu hertogen van Gulik en Berg werden genoemd.
Met het aflopen van het tijdperk Gulik-Berg kwam het huis in 1511 in het bezit van het hertogdom Kleef.
De erfenismogelijkheden van het Huis van Kleef met keizer Karel V om het hertogdom Geldern culmineerde in de Gelderse Oorlogen, waarbij het kasteel en de stad Nideggen in 1542 door keizerlijke kanonnen werden vernietigd.
Ook in 1689 bleef het gebouw een dergelijk lot niet bespaard. Tijdens de Negenjarige Oorlog werd het opnieuw geplunderd en platgebrand door troepen van Lodewijk XIV van Frankrijk. Aardbevingen in de jaren 1755 en 1878 deden de rest. Het kasteel raakte in verval en werd in verschillende stukken verkocht of verpacht aan verschillende personen.
Alleen op initiatief van het Nideggener Burgerschap kwam daar een einde aan. Gezamenlijk werd de burcht gekocht en geschonken aan Kreis Düren die het heden ten dage nog in haar bezit heeft.
Vanaf 1901 wordt de burcht opnieuw opgebouwd en als Heimatmuseum gebruikt, maar aanvallen tijdens de Tweede Wereldoorlog veroorzaakten schade aan gebouwen in tot nu toe onbekende omvang. Pas in de jaren 1950 begon men met de reconstructie. Allereerst werd de Romaanse parochiekerk gerestaureerd. Toen die hersteld was, werd de burchttoren in zijn oorspronkelijke vorm hersteld.

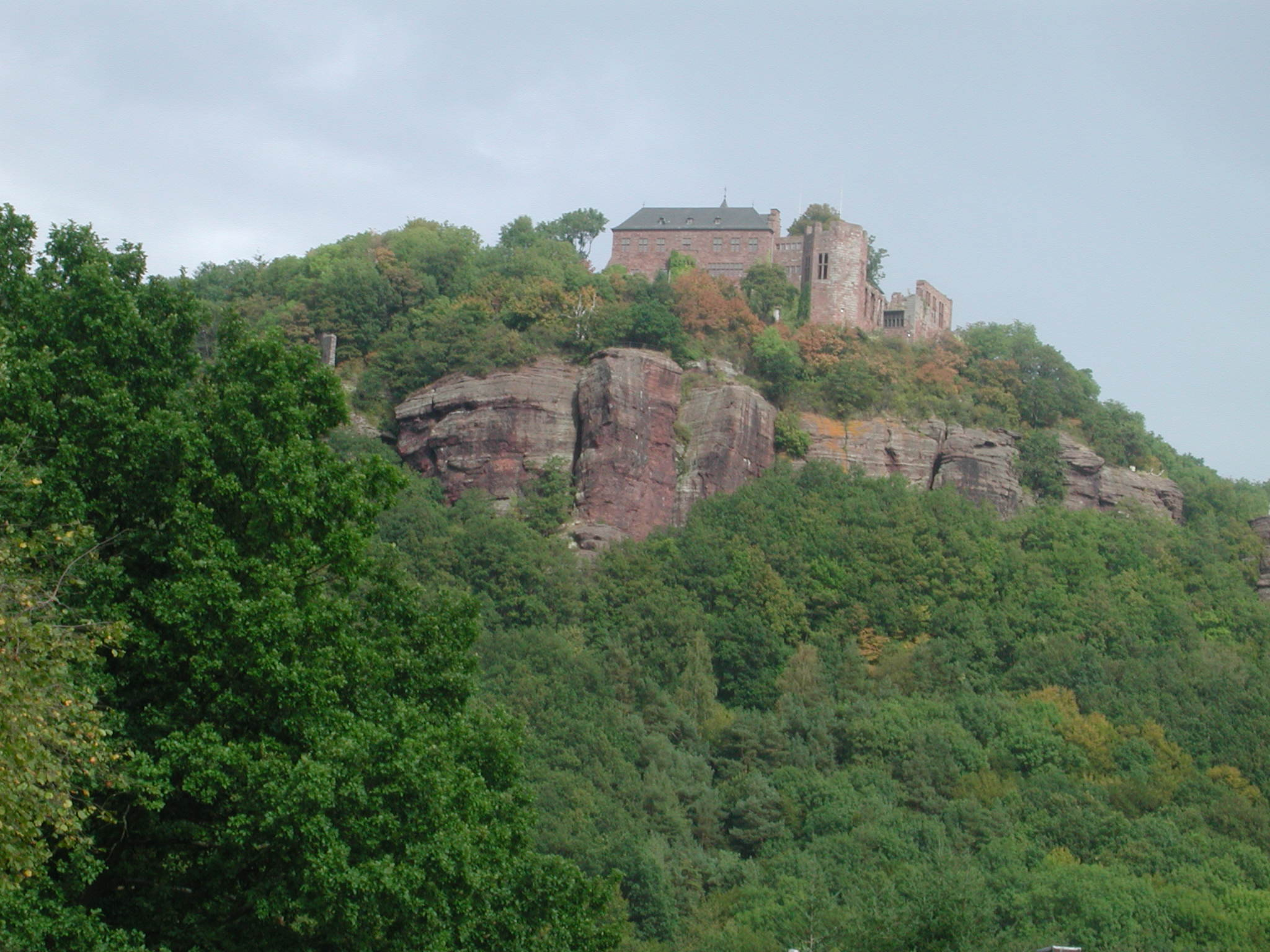
Burcht Nideggen
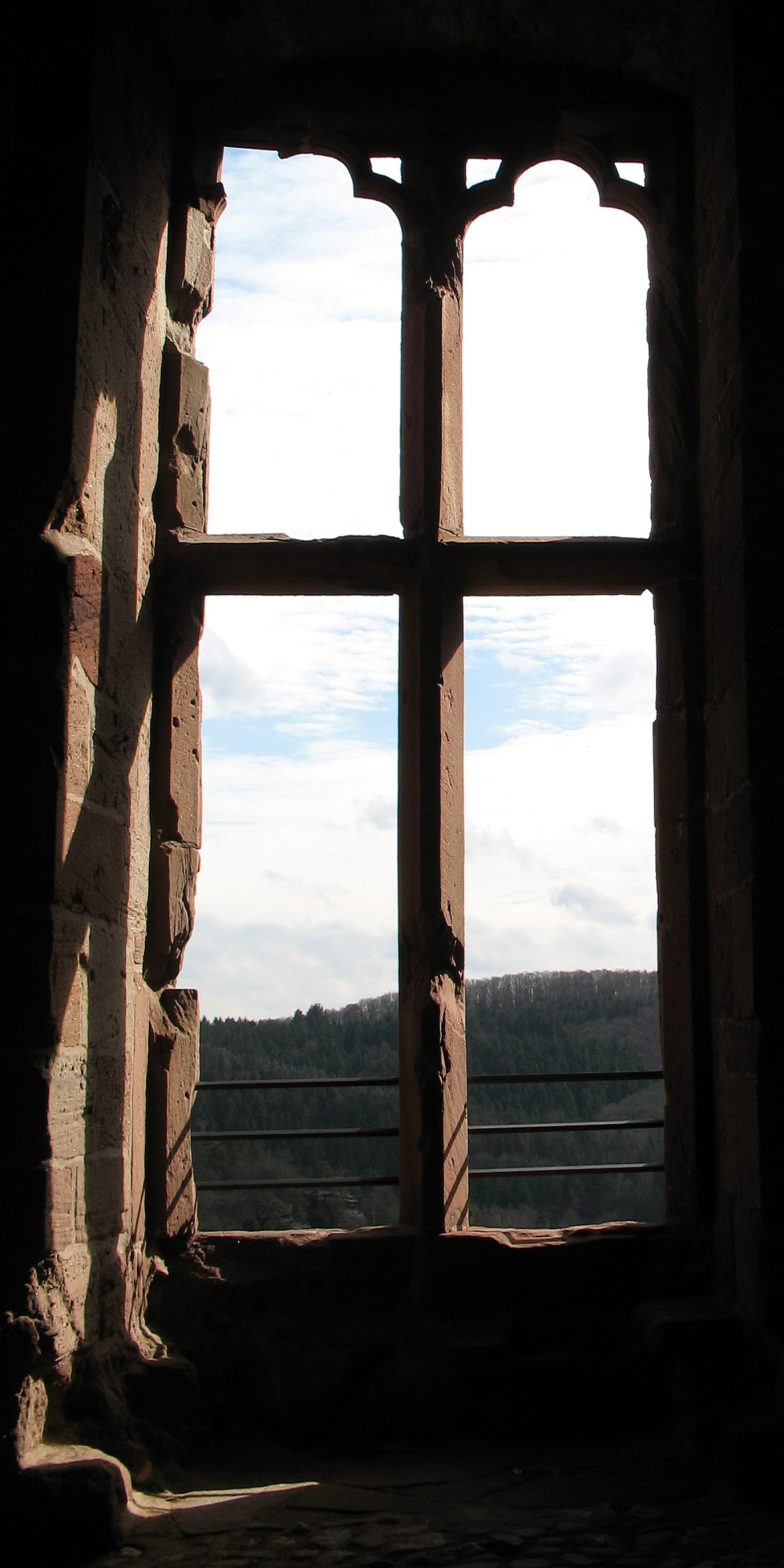
Uitzicht vanuit een raam
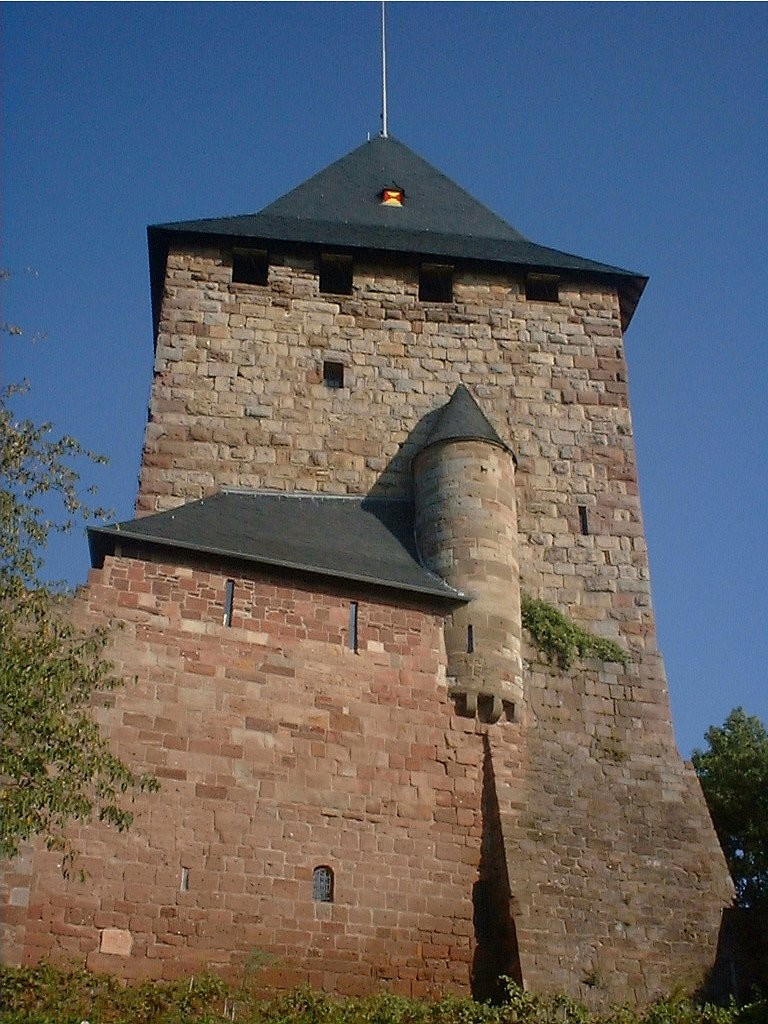
De burchttoren

## Burchtmuseum
In 1979 werd het burchtmuseum geopend in de woontoren van het complex en probeert door zijn tentoonstellingen inzicht te geven in de burchtenrijke Eifel. Met een oppervlakte van 600 vierkante meter kunnen bezoekers leren over de functie en de culturele betekenis van kastelen en over het leven op het middeleeuwse kasteel, maar ook over regionale historische onderwerpen, zoals de belangrijke adellijke families in de Eifel en de geschiedenis van het hertogdom Gulik.

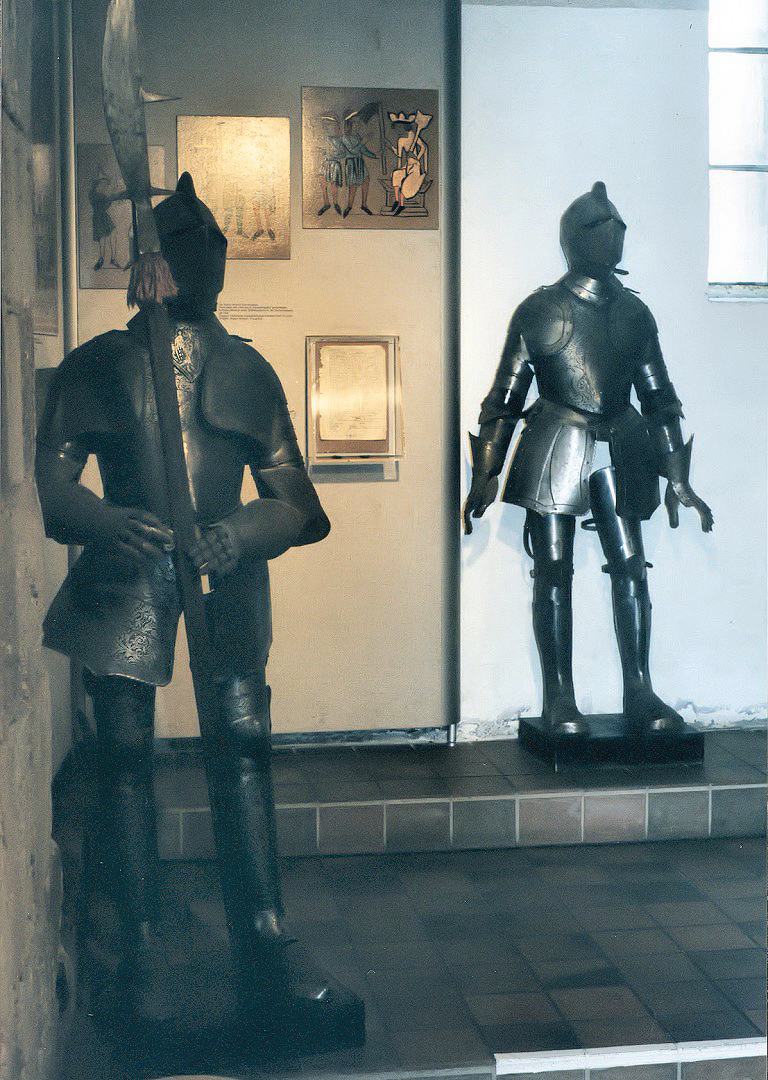
Tentoonstelling in het burchtmuseum

## Festival
Jaarlijks wordt er in de zomer een festival georganiseerd op burcht Nideggen.